# Psychrogeton
Il  Psychrogeton  Boiss., 1875 è un genere di piante angiosperme dicotiledoni della famiglia delle Asteraceae, sottofamiglia Asteroideae, tribù Astereae (Aster lineage) e sottotribù Asterinae.

## Etimologia
Il nome del genere deriva dalle parole greche "ψυχρός" (psychrós), che significa "freddo", e "γένος" (génos), che significa "genere". Il nome, probabilmente, è un riferimento al fatto che le piante di questo genere crescono in ambienti freddi e umidi.
Il nome scientifico del genere è stato definito dal botanico Pierre Edmond Boissier (1810-1885) nella pubblicazione " Flora Orientalis sive enumeratio plantarum in Oriente a Graecia et Aegypto ad Indiae..." ( Fl. Orient. [Boissier] 3: 156) del 1875.

## Descrizione
Portamento. Le specie di questo genere hanno un habitus di tipo erbaceo annuale, biennale o perenne.
Fusto. La parte aerea in genere è eretta e ramoso-raggruppata. La parte sotterranea è rizomatosa legnosa. La superficie varia da ispida a tomentosa. La base del fusto è rivestita di resti di foglie marcescenti.
Foglie. Le foglie in genere sono disposte in modo alternato e sono più o meno picciolate. Si distinguono in basali (possono formare una rosetta basale) e in cauline (in genere di minori dimensioni). La lamina, intera o pennatifida, ha varie forme: da lanceolata a oblanceolata o arrotondata. Sulla superficie, da tomentosa a lanosa, possono essere presenti dei punti ghiandolari. La consistenza è erbacea; il colore è verde-grigiastro.
Infiorescenza. Le sinflorescenze sono composte da alcuni capolini raccolti in formazioni corimbose. Le infiorescenze vere e proprie sono composte da un capolino terminale peduncolato di tipo radiato con fiori eterogami. I capolini sono formati da un involucro, con forme da coniche a spiralate (o campanulate), composto da diverse brattee, al cui interno un ricettacolo fa da base ai fiori di due tipi: fiori del raggio e fiori del disco. Le brattee, piatte e con forme da lanceolate a lineari-lanceolate e a consistenza erbacea, sono disposte in modo più o meno embricato su 2 - 3 serie. Il ricettacolo in genere è nudo ossia senza pagliette a protezione della base dei fiori; la forma è piano-convessa.
Fiori.  I fiori sono tetra-ciclici (formati cioè da 4 verticilli: calice – corolla – androceo – gineceo) e pentameri (calice e corolla formati da 5 elementi). Si distinguono in:
- fiori del raggio (esterni): sono femminili e sono disposti su 1 - 2 serie; la forma è tubulare con brevi lobi (da 2 a 3) eretti;
- fiori del disco (centrali): sono funzionalmente maschili (raramente sono ermafroditi): la forma è strettamente imbutiforme.

- Formula fiorale:

*/x K {\displaystyle \infty }, [C (5), A (5)], G 2 (infero), achenio
- Calice: i sepali del calice sono ridotti ad una coroncina di squame.

- Corolla: I colori della corolla sono giallo i fiori del disco) e violaceo, bianco o rosa (i fiori del raggio).

- Androceo: l'androceo è formato da 5 stami sorretti da filamenti generalmente liberi; gli stami sono connati e formano un manicotto circondante lo stilo; le teche (produttrici del polline) alla base sono troncate e sono lievemente auricolate (molto raramente sono speronate o hanno una coda); le appendici apicali delle antere hanno delle forme piatte e lanceolate; il tessuto endoteciale (rivestimento interno dell'antera) è quasi sempre polarizzato (con due superfici distinte: una verso l'esterno e una verso l'interno). Il polline è sferico con un diametro medio di circa 25 micron;  è tricolporato (con tre aperture sia di tipo a fessura che tipo isodiametrica o poro) ed è echinato (con punte sporgenti).[11][14]

- Gineceo: l'ovario è infero uniloculare formato da 2 carpelli.[7] Lo stilo (il recettore del polline) è profondamente bifido (con due stigmi divergenti) e con le linee stigmatiche marginali separate.[15] I due bracci dello stilo hanno una forma da lanceolata a deltoide e possono essere papillosi o ricoperti da ciuffi di peli. Lo stilo dei fiori del raggio è supinato.

Frutti. I frutti sono degli acheni con pappo; in alcune specie è presente un certo dimorfismo (gli acheni dei fiori del raggio differiscono dagli acheni dei fiori del disco);
- achenio: gli acheni, con forme da ovate a oblanceolate, sono lateralmente compressi con due nervature laterali; la superficie normalmente è cosparsa da setole, qualche volta ghiandolose; la parete dell'achenio è formata da celle contenenti rafidi ma prive di fitomelanina; il carpoforo normalmente è anulare; le setole con punte a forma di ancora non sono presenti;
- pappo: il pappo è formato da 1 - 2 serie di setole biacastre barbate e leggermente clavate.[11]

## Biologia
Impollinazione: l'impollinazione avviene tramite insetti (impollinazione entomogama tramite farfalle diurne e notturne).

Riproduzione: la fecondazione avviene fondamentalmente tramite l'impollinazione dei fiori (vedi sopra).

Dispersione: i semi (gli acheni) cadendo a terra sono successivamente dispersi soprattutto da insetti tipo formiche (disseminazione mirmecoria). In questo tipo di piante avviene anche un altro tipo di dispersione: zoocoria. Infatti gli uncini delle brattee dell'involucro (se presenti) si agganciano ai peli degli animali di passaggio disperdendo così anche su lunghe distanze i semi della pianta. Inoltre per merito del pappo il vento può trasportare i semi anche a distanza di alcuni chilometri (disseminazione anemocora).

## Distribuzione e habitat
Le specie di questo genere sono distribuite dall'Anatolia al Xinjiang.

## Sistematica
La famiglia di appartenenza di questa voce (Asteraceae o Compositae, nomen conservandum) probabilmente originaria del Sud America, è la più numerosa del mondo vegetale, comprende oltre 23.000 specie distribuite su 1.535 generi, oppure 22.750 specie e 1.530 generi secondo altre fonti (una delle checklist più aggiornata elenca fino a 1.679 generi). La famiglia attualmente (2021) è divisa in 16 sottofamiglie; la sottofamiglia Asteroideae è una di queste e rappresenta l'evoluzione più recente di tutta la famiglia.

### Filogenesi
Il genere di questa voce è descritto nella sottotribù Asterinae, una delle quasi 40 sottotribù della tribù Astereae. In base alle ultime ricerche nella tribù sono stati individuati (provvisoriamente) 5 principali lignaggi:
- Basal grade: include alcuni generi isolati, il gruppo "South American-Oceania",  alcune sottotribù africane e il gruppo dei generi legnosi del Madagascar.
- Bellis lineage: comprende le sottotribù eurasiatiche e una sottotribù africana.
- Aster lineage: include i generi asiatici di Asterinae e i principali gruppi dell'Australia e dell'Oceania.
- Baccharis lineage: include alcuni gruppi sudamericani.
- North American lineage: include la vasta gamma di sottotribù del Nordamerica, Messico e alcuni gruppi distribuiti nel Sudamerica.

Il genere  Psychrogeton (insieme alla sottotribù Asterinae) è incluso nel Aster lineage i cui caratteri principali sono: la base delle antere sono prive di code e non sono calcarate (speronate); le linee stigmatiche dei bracci dello stilo sono totalmente separate; i due bracci dello stilo hanno una forma breve o allungata da lanceolata a deltoide e possono essere papillosi o ricoperti da ciuffi di peli (all'esterno, mentre all'interno sono glabri). La distribuzione della maggior parte delle specie di questo gruppo è nelle regioni temperate nord e sud.
La sottotribù Asterinae comprende una trentina di generi suddivisi in 4 rami principali:Psychrogeton - Hersileoides - Asterothamnus - Aster. Il genere di questa voce è incluso nel ramo denominato "Psychrogeton branch" e sottogruppo denominato "Psychrogeton group" insieme al genere Neobrachyactis.
I caratteri distintivi del genere  Psychrogeton sono:
- i fiori del disco sono funzionalmente maschili;
- i fiori femminili sono tubulari o con corti lobi eretti.

Il numero cromosomico delle specie di questo genere è: 2n = 18(di base è n = 9).

### Elenco delle specie
Questo genere ha 24 specie:
- Psychrogeton adylovii Tulyag.
- Psychrogeton aellenii  (Rech.f.) Grierson
- Psychrogeton alexeenkoi  Krasch.
- Psychrogeton alii  A.Perveen, Qaiser & S.Asma Omer
- Psychrogeton amorphoglossus  (Boiss.) Novopokr.
- Psychrogeton andryaloides  (DC.) Novopokr. ex Krasch.
- Psychrogeton aucheri  (DC.) Grierson
- Psychrogeton biramosus  (Botsch.) Grierson
- Psychrogeton brachyspermus  (Botsch.) Grierson
- Psychrogeton cabulicum  Boiss.
- Psychrogeton candidissimus  (Rech.f. & Edelb.) Grierson
- Psychrogeton chionophilus  Krasch.
- Psychrogeton chitralicus  Grierson
- Psychrogeton drabiformis  Grierson
- Psychrogeton lumbricoides  (Gilli) Grierson
- Psychrogeton nabidshonii  (Kamelin) Kochk. & Zhogoleva
- Psychrogeton nigromontanus  (Boiss. & Buhse) Grierson
- Psychrogeton olgae  (Regel & Schmalh.) Novopokr. ex Nevski
- Psychrogeton persicus  (Boiss.) Grierson
- Psychrogeton primuloides  (Popov) Grierson
- Psychrogeton pseudoerigeron  (Bunge) Novopokr. ex Nevski
- Psychrogeton rotundifolius  Grierson
- Psychrogeton shahrestanicus  Rech.f.
- Psychrogeton sphaeroxylus  (Gilli) Grierson

### Sinonimi
Sono elencati alcuni sinonimi per questa entità:
- Novopokrovskia Tzvelev